# سیارک ۲۶۵۴۸
سیارک ۲۶۵۴۸ (به انگلیسی: 26548 Joykutty، نامگذاری:2000DF56)۲۶۵۴۸مین سیارک کشف شده‌است که در ۲۹ فوریه ۲۰۰۰ کشف شد.